# Филэллин (роман)
«Филэллин» — философско-исторический роман Леонида Юзефовича. Работу над произведением автор начал в 2008 году, первые главы книги были впервые опубликованы в 2013 году в журнале «Урал», а спустя ещё семь лет под редакцией Елены Шубиной роман Л. Юзефовича был издан целиком. В 2021 году роман удостоен литературной премии «Большая книга».

## Этимология названия
Названием книги служит слово «филэллин» (греч. φιλέλλην, дословно — «друг грека») — именно так в конце XVIII — начале XIX веков называли представителей общественности, сочувствовавших Греции, либо участвовавших на её стороне в освободительной борьбе против Османской империи.
Сам Юзефович под этим термином подразумевает не только того, кто сочувствует борьбе греческих повстанцев, — «им может считаться любой, кто носит Грецию в своём сердце как мечту о волшебном крае, где живут гармония и счастье и где едва ли не каждый предмет бытового обихода снабжён эпитетом „Божий“».

## Сюжет
В центре повествования отставной штабс-капитан тридцатишестилетний инвалид Отечественной войны с Наполеоном (1812) Григорий Мосцепанов, приглашённый графом Демидовым учителем в Нижний Тагил.

## Издания
- Филэллин: [роман в дневниках, письмах и мысленных разговорах героев с отсутствующими собеседниками] / Леонид Юзефович. — Москва: Издательство АСТ: Редакция Елены Шубиной, 2021. — 380 с. — (Неисторический роман). — 5000 экз. — ISBN 978-5-17-132739-2.